# Pik Tol'jatti
Pik Tol'jatti är en bergstopp i Antarktis. Den ligger i Östantarktis. Norge gör anspråk på området. Toppen på Pik Tol'jatti är 1 699 meter över havet, eller 20 meter över den omgivande terrängen. Bredden vid basen är 1,1 km.
Terrängen runt Pik Tol'jatti är varierad. Trakten är obefolkad. Det finns inga samhällen i närheten.